# Syndipnus angulatus
Syndipnus angulatus är en stekelart som beskrevs av Per Abraham Roman 1909. Syndipnus angulatus ingår i släktet Syndipnus och familjen brokparasitsteklar. Arten är reproducerande i Sverige. Utöver nominatformen finns också underarten S. a. nigripes.